# トシュビュー市

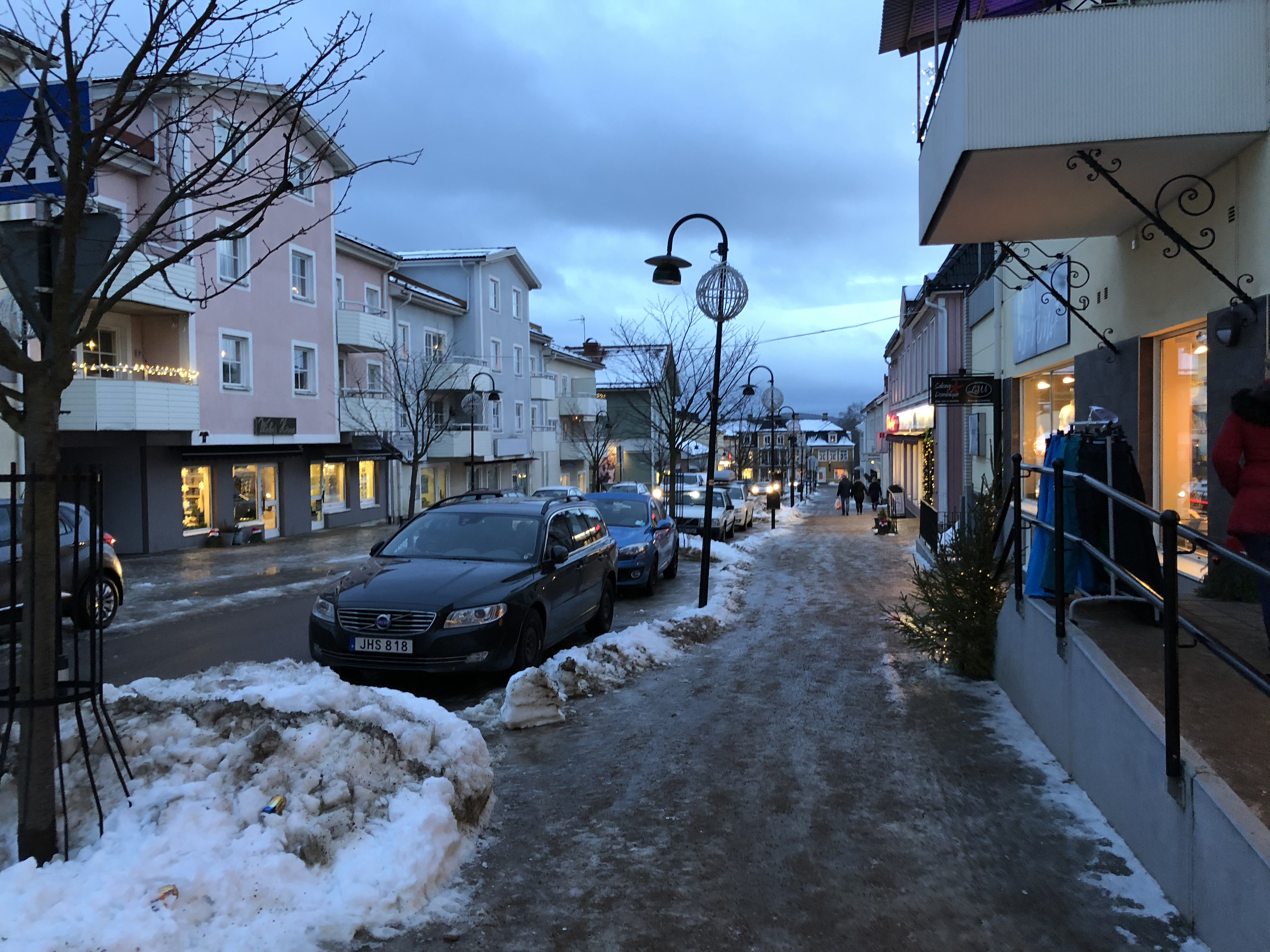
トシュビュー、「Järnvägsgatan」、冬

トシュビュー市（トシュビューし）は、スウェーデンヴェルムランド地方フリクサンデ地区に位置する都市。
この都市は、オーヴレ・フリューケン湖の北端にあり、ルシュナ川とレイダン川の河口に近い場所に位置している。1898年以来、フリクサンデ教会がこの地に建っている。
トシュビュー市は、カールスタッドから約100キロメートル北、ノルウェー国境から約35キロメートル離れている。